# Adenocalymma
Adenocalymma es un género de lianas perteneciente a la familia de las bignoniáceas. Nativo del Nuevo Mundo es una liana que tiene aproximadamente 50 especies. 

## Descripción
Son bejucos. Hojas 3-folioladas o 2-folioladas con un zarcillo terminal o una cicatriz de zarcillo, folíolos ovados a elíptico-ovados, 4.5–17 cm de largo y 2.2–8.8 cm de ancho, ápice agudo a acuminado, base redondeada a casi subcordada. Inflorescencia un racimo axilar con brácteas caducas envolviendo a cada yema, flores amarillas; cáliz cupuliforme, 5–8 mm de largo, menudamente 5-dentado pero bilabiado 1–2 mm; corola infundibuliforme-campanulada, 2.5–6.9 cm de largo y 0.9–1.9 cm de ancho en la boca, puberulenta por fuera; estambres con tecas ligeramente divergentes; ovario cilíndrico, 3–3.5 mm de largo y 1.5–2 mm de ancho, lepidoto; disco pulviniforme, 2 mm de largo y 3 mm de ancho. Cápsula oblonga, redondeada en ambos extremos, ligeramente comprimida, las valvas leñosas, 9.5–27 cm de largo y 2.5–3.1 cm de ancho, glabra, gris con numerosas lenticelas prominentes café-amarillentas.

## Ecología
Especies de Adenocalymma son alimento para las larva de la polilla Trichophassus giganteus. La planta es polinizada por diversos animales, incluyendo insectos, pájaros y murciélagos.

## Taxonomía
El género fue descrito por Carl Friedrich Philipp von Martius y publicado en Plantarum vascularium genera secundum ordines ... 1: 300; 2: 208. 1840. La especie tipo es: Adenocalymma comosum.

## Especies seleccionadas
| - Adenocalymma alliaceum - Adenocalymma apparicianum - Adenocalymma apurense - Adenocalymma arthropetiolatum - Adenocalymma bracteatum - Adenocalymma calycina - Adenocalymma comosum :Adenocalymma acutissimum - Adenocalymma coriaceum - Adenocalymma cosmosa - Adenocalymma densiflora - Adenocalymma dichilum - Adenocalymma divaricatum - Adenocalymma hatschbachii - Adenocalymma impressum - Adenocalymma inundatum - Adenocalymma itayana | - Adenocalymma magdalenense - Adenocalymma marginatum - Adenocalymma mexiae - Adenocalymma obovatum - Adenocalymma obtusifolia - Adenocalymma ocositense - Adenocalymma paulistarum - Adenocalymma prancei - Adenocalymma purpurascens - Adenocalymma saulense - Adenocalymma scansile - Adenocalymma sousae - Adenocalymma subincanum - Adenocalymma ternatum - Adenocalymma uleanum |